# Erebia carbonaria
Erebia carbonaria är en fjärilsart som beskrevs av Hans Fruhstorfer 1916. Erebia carbonaria ingår i släktet Erebia och familjen praktfjärilar. Inga underarter finns listade i Catalogue of Life.